# سكوت بارسونز
سكوت بارسونز (بالإنجليزية: Scott Parsons)‏ هو راكب الكنو أمريكي، ولد في 27 مارس 1979.

## وصلات خارجية
- سكوت بارسونز على موقع أوليمبيديا (الإنجليزية)